# Francisco Pascual de Herazo
Francisco Valentín Pascual de Herazo y Ayesta (Lima, 176? - 184?) fue un sacerdote, abogado y catedrático peruano. Rector de la Universidad de San Marcos.

## Formación académica
Hizo sus estudios en el Real Convictorio de San Carlos, bajo la dirección de Toribio Rodríguez de Mendoza, donde llegó a desempeñarse como maestro y obtuvo en la Universidad la cátedra de Maestro de Sentencias (1789), a la cual no estaba asignada ninguna renta, además del grado de Doctor en Teología. Luego, allí mismo se graduó de Bachiller en Sagrados Cánones (1790), hizo su práctica forense y se recibió como abogado ante la Real Audiencia de Lima (1793).

## Actividad eclesiástica y labor docente
Se le concedieron los curatos de Jauja (1811) y Pisco (1817), sucesivamente. Trasladado a Lima en calidad de provisor del arzobispado, efectuó la regulación eclesiástica por encargo del Ministerio de Hacienda (1825). Designado cura rector de la parroquia de San Marcelo (1830), fue posteriormente incorporado al Cabildo metropolitano como canónigo lectoral y desempeñó el cargo de vicario general de la arquidiócesis, encargándose de su gobierno por la enfermedad y fallecimiento del arzobispo Francisco de Sales Arrieta (1843).
Tomó posesión en la Universidad de la cátedra de Nona de Teología (1830), llegando a ejercer además el decanato en el Colegio de Abogados de Lima (1836). Finalmente fue elegido rector por el claustro sanmarquino (1839).
| Predecesor: Pascual Antonio de Gárate | Rector de la Universidad de San Marcos 1839 - 1842 | Sucesor: Julián Piñeyro |